# Carla Macelloni
Carla Macelloni (Milano, 17 febbraio 1937 – Grottaferrata, 23 marzo 2015) è stata un'attrice italiana di cinema, teatro e televisione.

## Biografia
Inizia da bambina a recitare alla radio, nella "Compagnia di Prosa" di Milano, in commedie e radiodrammi; una delle prime partecipazioni è quella in Casa di bambola, (1951).
Dalla recitazione molto frizzante e simpatica, prese parte ad una manciata di film, (memorabile la sua interpretazione in Anna di Brooklyn, 1958, di Vittorio De Sica), lavorando anche accanto a Totò, prima di cadere nell'oblio come altre colleghe.
Il 21 marzo del 1974, come riportato dal quotidiano "La Stampa", mentre viaggiava su di una carrozza di prima classe a bordo di un treno che da Milano avrebbe dovuto portarla a Roma, all'altezza di Bologna, Carla Macelloni venne assalita da un giovane di 26 anni che tentò di violentarla. Ma la pronta reazione dell'attrice impedì che si verificasse il peggio: infatti, dopo una colluttazione, il giovane fuggì e la Macelloni, soccorsa, fu portata all'ospedale Sant'Orsola, e, dopo alcuni accertamenti, poté proseguire il suo viaggio senza significative conseguenze.
Attiva negli anni successivi principalmente in teatro e come soubrette, sovente con Macario poi in televisione, (recitò in numerosi sketch con Paolo Villaggio), dopo anni di silenzio è riapparsa al cinema ed in televisione con l'inizio del nuovo millennio, apparendo nel film Ti spiace se bacio mamma?, (2003) e nella serie televisiva Butta la luna, (2006), con protagonista Fiona May.
La trasmissione televisiva Stracult ha dedicato una retrospettiva alla sua carriera, servizio mandato in onda all'interno della puntata del 31 agosto 2010.

## Prosa radiofonica Rai
- Il ladro di ragazzi, di Jules Supervielle, regia di Enzo Ferrieri, trasmessa il 15 gennaio 1951
- Una favola di Andersen, adattamento radiofonico di Antonio Veretti, trasmessa il 10 maggio 1951
- Passi perduti, di Stefano Defendi, regia di Enzo Ferrieri, trasmessa il 8 giugno 1951
- Casa di bambola di Henrik Ibsen, regia di Enzo Ferrieri, trasmessa il 20 dicembre 1951.
- Peter Pan, fiaba di James Matthew Barrie, musiche di Luciano Berio regia di Alessandro Brissoni, trasmessa il 30 dicembre 1959.
- Amor  di violino, radiocommedia di Ermano Carsana, regia di Alessandro Brissoni (1960)

## Prosa televisiva Rai
- Primo giorno di primavera, regia di Claudio Fino (1955)
- Mario e Maria, commedia di Sabatino Lopez, regia di Silverio Blasi, trasmessa il 23 marzo 1956.

## Filmografia
- Scampolo, regia di Mario Landi (1957)
- Anna di Brooklyn, regia di Vittorio De Sica e Carlo Lastricati (1958)
- Peg nel mio cuore, regia di Silverio Blasi (1958)
- Valentina - una ragazza che ha fretta, regia di Vito Molinari (1959)
- Totòtruffa 62, regia di Camillo Mastrocinque (1962)
- La piccola cioccolataia, regia di Gianfranco Bettetini (1964)
- Spiaggia libera, regia di Marino Girolami (1965)
- Veneri in collegio, regia di Marino Girolami (1966)
- Totò Ye Ye, regia di Daniele D'Anza (1967)
- Betoldo Bertoldino e Cacasenno, regia di Marcello Baldi (1969)
- Chi ha dormito nel mio letto?, regia di Dante Guardamagna (1974)
- Piacere di piacere, regia di Luca Verdone (2002)
- Ti spiace se bacio mamma?, regia di Alessandro Benvenuti (2003)

## Programmi televisivi Rai
- Proibito al pubblico, regia di Corrado Pavolini, trasmessa l'11 novembre 1955.
- Giorni felici di André Puset, regia di Silverio Blasi, trasmessa il 24 febbraio 1956.
- Lui e lei, varietà presentato da Nino Taranto e Delia Scala, regia di Vito Molinari, trasmesso il 19 giugno 1956.
- Festival della famiglia Glagià, regia di Carlo Lari, trasmessa il 2 giugno 1958.
- Valentina di Marcello Marchesi e Vittorio Metz, regia di Vito Molinari, sceneggiato in 4 puntate trasmesso dal 7 al 28 settembre 1958.
- Acqua e chiacchiere di Alfredo Testoni, regia di Romolo Siena, trasmessa il 18 febbraio 1963.
- Butta la luna, regia di Vittorio Sindoni, sceneggiato in 8 puntate, trasmesso nel 2006.